# پارسا پیروزفر
پارسا پیروزفر (زادهٔ ۲۲ شهریور ۱۳۵۱) بازیگر، کارگردان تئاتر و نمایش‌نامه‌نویس ایرانی است. او فعالیتش را در اوایل دههٔ ۱۳۷۰ با نقشی کوتاه در پری (۱۳۷۳) ساختهٔ داریوش مهرجویی آغاز کرد. او در سال ۱۳۸۲ نقش سربازی را در اشک سرما ایفا کرد و برای بازی در نقش یک معتاد در مهمان مامان ساختهٔ مهرجویی، نامزد دریافت سیمرغ بلورین بهترین بازیگر نقش مکمل مرد جشنواره فیلم فجر شد. او نقش اصلی مجموعهٔ تاریخی در چشم باد (۱۳۸۸–۱۳۸۹) و مجموعهٔ درام یاغی (۱۴۰۱) را بازی کرده است و برای بازی در مجموعهٔ در انتهای شب (۱۴۰۳) برنده جایزه حافظ بهترین بازیگر مرد درام شد. پیروزفر مولوی را در فیلم زندگی‌نامه‌ای پرفروشِ مست عشق (۱۴۰۳) به تصویر کشید.

## زندگی
پارسا پیروزفر در ۲۲ شهریور ۱۳۵۱ در تهران زاده شد. او دارای مدرک کارشناسی نقاشی از دانشکده هنرهای زیبای دانشگاه تهران و دانش‌آموخته رشته بازیگری از آکادمی هنرهای نمایشی حمید سمندریان است. علاقه‌مندی اش به نقاشی سبب شد تا در طی سال‌های ۱۳۶۳ تا ۱۳۶۹، هنگامی که او در مقطع تحصیلی دبیرستان و در رشته ریاضی و فیزیک مشغول به تحصیل بود، به خلق داستان‌های مصور بپردازد. بعد از اتمام مقطع تحصیلی دبیرستان در رشته ریاضی و فیزیک در سال ۱۳۶۹، پیروزفر تحصیلات خود را در رشته نقاشی در دانشکده هنرهای زیبای دانشگاه تهران ادامه داد، منزلی که نخستین تجربه‌های بازیگری تئاتر خود را نیز از صحنه نمایش آنجا آغاز نمود.
از دغدغه‌های او همچنین همواره صدا بوده است و زمانی را نیز از سال ۱۳۷۱ تا ۱۳۷۵ به صداپیشگی پرداخته است. نخستین حضور او در سینما در سال ۱۳۷۳ در نقشی کوتاه (شیخ سالک) در فیلم پری به کارگردانی داریوش مهرجویی بود. همان سال، همزمان به تحصیل در رشته نقاشی، متد استانیسلاوسکی را نزد مهین اسکویی، کارگردان و مدرس تئاتر و مترجم آثار نمایشی آموخت؛ و در سال ۱۳۷۴ مشغول به آموختن بازیگری در آکادمی هنرهای نمایشی سمندریان نزد حمید سمندریان شد. نخستین حضور رسمی اش در تئاتر در مقام بازیگر در سال ۱۳۷۴ در نقش ماریوس در نمایش بینوایان اثر ویکتور هوگو به کارگردانی بهروز غریب پور بود. او در سال ۱۳۷۶ با اتمام رشته نقاشی در مقطع لیسانس از دانشکده هنرهای زیبای دانشگاه تهران فارغ‌التحصیل شد. همان سال با بازی در نقش هیکارو در نمایش بانو آئویی اثر یوکیو میشیما به کارگردانی بهرام بیضایی دومین حضور رسمی اش در تئاتر در مقام بازیگر رقم خورد. پیروزفر نمایشنامه هنر اثر یاسمینا رضا را در سال ۱۳۸۰ کارگردانی کرد و به روی صحنه برد. هنر نخستین کارگردانی او بود. در سال‌های ۱۳۸۴ و ۱۳۸۵ به تدریس بازیگری در مؤسسه فرهنگی و هنری کارنامه و همچنین تدریس کلاس‌های فوق‌العاده بازیگری در دانشگاه علامه طباطبایی پرداخت. او همچنین در سال‌های ۱۳۸۶، ۱۳۸۹ و ۱۳۹۰ در مدرسه فیلمسازی و پژوهش‌های سینمایی هیلاج به تدریس بازیگری پرداخته است. از دیگر فعالیت‌های هنری وی پس از اتمام مقطع تحصیلی دبیرستان که در مقاطع زمانی متفاوتی به آنها پرداخته است می‌توان از فعالیت در زمینه طراحی گرافیک، ساختن تیزر و مجسمه‌سازی نام برد. در حال حاضر نیز او همزمان با پرداختن به بازیگری سینما و بازیگری و کارگردانی تئاتر، در مقاطع زمانی متفاوتی به نقاشی، ترجمه آثار نمایشی اش و طراحی صحنه و لباس بعضی از این آثار نمایشی نیز می‌پردازد.

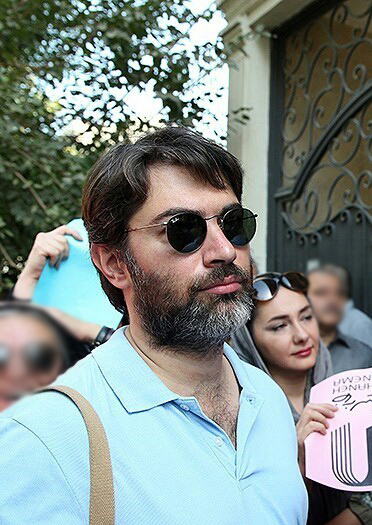
پیروزفر در تیر ۱۳۹۲

پیروزفر در مقام بازیگر و کارگردان، نمایش‌های گلن گری گلن راس اثر دیوید ممت به ترجمه امید روشن ضمیر را در سال ۱۳۹۰، نمایش نامه خوانی خدای کشتار اثر یاسمینا رضا را در سال ۱۳۹۱، نمایش سنگ‌ها در جیب‌هایش اثر مری جونز به ترجمه خود را در سال ۱۳۹۲، نمایش بر پهنه دریا اثر اسلاومیر مروژک را در سال ۱۳۹۳، نمایش ماتریوشکا به نویسندگی، کارگردانی و بازیگری خود را در سال‌های ۱۳۹۵ و ۱۳۹۶، نمایش یک روز تابستانی اثر اسلاومیر مروژک به ترجمه خود و سپیده خسروجاه را در سال ۱۳۹۷ و نمایش ملاقات به ترجمه و کارگردانی خود را زمستان ۱۳۹۷ و بهار ۱۳۹۸ به روی صحنه برده است. پارسا پیروزفر در نمایش ملاقات نیز مانند ماتریوشکا خود طراح صحنه نمایشش بود.

## ماتریوشکا (نمایش‌نامه)
در سال ۱۳۹۴ پارسا پیروزفر نمایش ۸ اپیزودی ماتریوشکا را که خود بر اساس داستان‌های کوتاه آنتون چخوف ترجمه کرده و نوشته بود به صورت نمایش‌های کوتاه، مرتبط و به هم پیوند خورده به صورت تک نفره (وان من شو) به اجرا درآورد. ماتریوشکا پنجمین کارگردانی او بود. کمدی درام‌هایی چند پرسوناژی که روی صحنه به صورت مونودرام به اجرا درمی‌آمدند. از نقاط قوت بازیگری پارسا پیروزفر می‌توان به سولو پرفرمنس اشاره کرد. دانش عمیق او در اجرای تک نفره و همچنین متد استانیسلاوسکی به او این قدرت شگفت را می‌دهد که کاملاً و همزمان چندین نقش را زیست کند و همه آن‌ها را به تنهایی به اجرا بگذارد. پیروزفر در اثر نمایشی ماتریوشکا خود به تنهایی ایفاگر بیش از ۳۰ نقش بود. او قبل تر نیز در سال ۱۳۹۲ در نمایش سنگ‌ها در جیب هایش بالغ بر ۱۰ نقش را، در کنار رضا بهبودی، خود به تنهایی اجرا کرده بود. طراحی مینیمالیستی صحنه ماتریوشکا با یک صندلی، یک میز و یک چراغ رومیزی آنتیک روسی و طراحی لباس این اثر نیز ایده خود او بود.
ماتریوشکا به مدت دو سال در شهرهای مختلف آمریکا و کانادا نظیر لس آنجلس، سن دیگو، برکلی، مونترآل و ونکوور اجرا شد و مورد استقبال کم‌نظیر تماشاچیان قرار گرفت؛ و پس از پشت سر گذاشتن اجراهای متعددی به دلیل استقبال کم‌نظیر تماشاگران در ایران در شهر تهران، سرانجام در زمستان ۱۳۹۶ به پایان رسید. پارسا پیروزفر برای بازی در نمایش ماتریوشکا موفق به دریافت تندیس زرین بهترین بازیگر مرد در بخش بین‌الملل در سی و پنجمین جشنواره تئاتر فجر در سال ۱۳۹۵ شد.

## کارنامه هنری

### سینما
| سال  | عنوان               | نقش         | توضیحات |
| ---- | ------------------- | ----------- | ------- |
| ۱۴۰۳ | مست عشق             | مولانا      |         |
| ۱۳۹۹ | تی تی               | ابراهیم     |         |
| ۱۳۹۸ | مجبوریم             |             |         |
| ۱۳۹۷ | بی‌حسی موضعی         | شاهرخ       |         |
| ۱۳۹۳ | شکاف                | فرهاد       |         |
| ۱۳۹۳ | نزدیکتر             | احسان       |         |
| ۱۳۹۲ | زندگی جای دیگریست   | علی         |         |
| ۱۳۸۹ | اینجا بدون من       | رضا         |         |
| ۱۳۸۹ | اسب حیوان نجیبی است | برزو        |         |
| ۱۳۸۸ | شبانه روز           | فرخ         |         |
| ۱۳۸۳ | نقاب                | نیما        |         |
| ۱۳۸۳ | زن زیادی            | رحیم        |         |
| ۱۳۸۳ | دیروقت              |             |         |
| ۱۳۸۲ | مهمان مامان         | یوسف        |         |
| ۱۳۸۲ | وقت چیدن گردوها     | لطیف کاشانی |         |
| ۱۳۸۲ | اشک سرما            | کاوه کیانی  |         |
| ۱۳۸۱ | عروس خوشقدم         | اینجانب     |         |
| ۱۳۷۹ | دختری بنام تندر     | رَعْد         |         |
| ۱۳۷۸ | اعتراض              | قاسم        |         |
| ۱۳۷۸ | دختران انتظار       | سعید مسرور  |         |
| ۱۳۷۷ | شیدا                | فرهاد هرندی |         |
| ۱۳۷۶ | مرسدس               | یحیی        |         |
| ۱۳۷۴ | ضیافت               | عَبِد         |         |
| ۱۳۷۳ | پری                 | مرد زاهد    |         |
| ۱۳۷۱ | مجسمه               | دانشجو      |         |

### تلویزیون
| سال       | عنوان        | نقش         | توضیحات     |
| --------- | ------------ | ----------- | ----------- |
| ۱۳۷۴      | در پناه تو   | پارسا       |             |
| ۱۳۷۷      | در قلب من    | رضا         |             |
| ۱۳۸۱      | سفر سبز      | دنیل وسبرگ  |             |
| ۱۳۸۷–۱۳۸۲ | در چشم باد   | بیژن ایرانی |             |
| ۱۴۰۱      | یاغی         | بهمن        | نمایش خانگی |
| ۱۴۰۳      | در انتهای شب | بهنام       | نمایش خانگی |

### تئاتر
| سال       | عنوان            | نقش        | نویسنده                                          | مترجم                        | کارگردان       | توضیحات | منبع |
| --------- | ---------------- | ---------- | ------------------------------------------------ | ---------------------------- | -------------- | --- | ---- |
| ۱۳۹۷–۱۳۹۸ | ملاقات           | معلم مدرسه | فریدریش دورنمات                                  | پارسا پیروزفر                | پارسا پیروزفر  | |      |
| ۱۳۹۷      | بینوایان         | ژان والژان | ویکتور هوگو                                      |                              | حسین پارسایی   | (نمایش موزیکال) |      |
| ۱۳۹۷      | یک روز تابستانی  | موف        | اسلاومیر مروژک                                   | پارسا پیروزفر، سپیده خسروجاه | پارسا پیروزفر  | |      |
| ۱۳۹۴–۱۳۹۶ | ماتریوشکا        | همه نقش‌ها  | پارسا پیروزفر (براساس ۸ داستان کوتاه آنتون چخوف) | پارسا پیروزفر                | پارسا پیروزفر  | نمایشنامه ماتریوشکا بیش از ۳۰ نقش دارد که پارسا پیروزفر خود به تنهایی ایفاگر نقش تمام شخصیت‌ها در طول اجرای این اثر نمایشی بود. برنده تندیس زرین بهترین بازیگر مرد در بخش بین‌الملل برای بازی در تئاتر ماتریوشکا در سی و پنجمین جشنواره تئاتر فجر (۱۳۹۵) |      |
| ۱۳۹۳      | بر پهنه دریا     | دوک        | اسلاومیر مروژک                                   | پارسا پیروزفر                | پارسا پیروزفر  | |      |
| ۱۳۹۲      | سنگ‌ها در جیب‌هایش | در ۱۰ نقش  | مری جونز                                         | پارسا پیروزفر                | پارسا پیروزفر  | |      |
| ۱۳۹۱      | خدای کشتار       | آلن رَلی    | یاسمینا رضا                                      |                              | پارسا پیروزفر  | نمایشنامه خوانی |      |
| ۱۳۹۰      | گلن گری گلن راس  | ریکی روما  | دیوید ممت                                        | امید روشن ضمیر               | پارسا پیروزفر  | |      |
| ۱۳۸۰      | هنر              | مارک       | یاسمینا رضا                                      | بهمن کیارستمی                | پارسا پیروزفر  | |      |
| ۱۳۷۷      | بانو آئویی       | هیکارو     | یوکیو میشیما                                     | بهرام بیضایی                 | بهرام بیضایی   | |      |
| ۱۳۷۴–۱۳۷۶ | بینوایان         | ماریوس     | ویکتور هوگو                                      | بهروز غریب پور               | بهروز غریب پور | |      |

### صداپیشگی
| سال  | عنوان                                                   | کارگردان    | نریشن                        | بنیاد                         | توضیحات             | منبع |
| ---- | ------------------------------------------------------- | ----------- | ---------------------------- | ----------------------------- | ------------------- | ---- |
| ۱۴۰۰ | فیلم پرواز بر فراز آشیانه فاخته (دیوانه ای از قفس پرید) | میلوش فورمن | نریشن با خوانش پارسا پیروزفر | سوینا (سینمای ویژه نابینایان) | نسخه ویژه نابینایان |      |

## جوایز
- برنده تندیس بهترین بازیگر مرد درام از بیست و سومین جشن دنیای تصویر (حافظ) برای بازی در سریال در انتهای شب (۱۴۰۳)
- برنده تندیس زرین بهترین بازیگر مرد در بخش بین‌الملل برای بازی در تئاتر ماتریوشکا در سی و پنجمین جشنواره تئاتر فجر /۱۳۹۵[۱۰][۱۱][۱۲][۱۳][۱۴]
- برنده تندیس زرین بهترین بازیگر نقش اول مرد درام تلویزیونی از دوازدهمین جشن دنیای تصویر (حافظ)[۱۵][۱۶] برای بازی در سریال در چشم باد / ۱۳۸۹[۱۷]
- برنده جایزه بهترین بازیگر مرد از دید مخاطبان از شبکه جهانی جام جم برای بازی در سریال در چشم باد / ۱۳۸۹
- برنده جایزه بهترین بازیگر خارجی مرد از دید مخاطبان از پانزدهمین جشنواره بین‌المللی فیلم 'خروس زرین و صد گل' کشور چین برای بازی در فیلم اشک سرما / ۱۳۸۵[۱۸]
- برنده جایزه بهترین بازیگر مرد از جشنواره فیلم‌های آسیایی دهلی نو[۱۹] برای بازی در فیلم اشک سرما / ۱۳۸۴
- برنده تندیس زرین بهترین بازیگر نقش مکمل مرد از هشتمین جشن خانه سینما برای بازی در فیلم مهمان مامان / ۱۳۸۳[۲۰]
- نامزد تندیس زرین بهترین بازیگر نقش مرد از هشتمین جشن خانه سینما برای بازی در فیلم اشک سرما / ۱۳۸۳
- نامرد سیمرغ بلورین بهترین بازیگر نقش مکمل مرد از بیست و دومین جشنواره فیلم فجر برای بازی در فیلم مهمان مامان / ۱۳۸۲
- نامزد تندیس زرین بهترین بازیگر نقش مکمل مرد از جشن خانه سینما برای بازی در فیلم اعتراض / ۱۳۷۹
- نامزد تندیس زرین بهترین بازیگر نقش اول مرد از جشن خانه سینما برای بازی در فیلم شیدا / ۱۳۷۹

## داوری‌ها
- نهمین جشنواره فیلم‌های ایرانیِ استرالیا ۱۳۹۹
- خانه تئاتر ایران ۱۳۸۹–۱۳۹۰
- چهاردهمین جشن خانه سینما ۱۳۸۹
- دهمین جشن خانه سینما ۱۳۸۰
- نهمین جشن خانه سینما ۱۳۷۹